# Jacques-Edme Dumont
Jacques-Edme Dumont (n. 10 aprilie 1761, Paris, Regatul Franței – d. 21 februarie 1844, Paris, Franța) a fost un sculptor francez.
Dumont provenea dintr-o dinastie de sculptori care i-a inclus pe străbunicul său Pierre Dumont⁠(d), bunicul François Dumont⁠(d), tatăl Edme Dumont⁠(d) și fiul Augustin-Alexandre Dumont⁠(d).
A fost elevul lui Augustin Pajou⁠(d), iar în 1788 a câștigat Prix de Rome. Din 1788 până în 1793, a locuit în Italia, după care s-a întors în Franța natală, în speranța unei comenzi din partea Convenției Naționale în timpul Revoluției Franceze. Nu a obținut un astfel de comision și a început să producă mici statuete și medalioane pentru vânzare. Ulterior, a primit comenzi pentru statuile lui Louis Henri, Duce de Bourbon, François Séverin Marceau-Desgraviers⁠(d) și Jean-Baptiste Colbert. În timpul Restaurației franceze, Dumont a realizat un monument pentru Guillaume-Chrétien de Lamoignon de Malesherbes⁠(d) (1819) și o statuie a generalului francez Charles Pichegru, care a fost distrusă între timp.
Dumont a fost și un mare sculptor de portrete, exemple notabile ale operei sale, inclusiv un bust al mamei sale, Marie-Françoise Berthault, și al Mariei Louise, ducesă de Parma și soție a lui Napoleon (1810).
De asemenea, a fost tatăl virtuoasei pianiste, profesoarei și compozitoarei Louise Farrenc⁠(d) (născută Jeanne-Louise Dumont).